# Trizogeniates laticollis
Trizogeniates laticollis is een keversoort uit de familie bladsprietkevers (Scarabaeidae). De wetenschappelijke naam van de soort werd voor het eerst geldig gepubliceerd in 1931 door Ohaus.